# Härbillingen
Härbillingen är en sjö i Falkenbergs kommun i Halland och ingår i Ätrans huvudavrinningsområde. Sjön är 19,8 meter djup, har en yta på 0,133 kvadratkilometer och är belägen 59,6 meter över havet. Vid provfiske har abborre, gädda och mört fångats i sjön.

## Delavrinningsområde
Härbillingen ingår i det delavrinningsområde (632013-131346) som SMHI kallar för Utloppet av Härbillingen. Medelhöjden är 81 meter över havet och ytan är 1,07 kvadratkilometer. Det finns inga avrinningsområden uppströms utan avrinningsområdet är högsta punkten. Vattendraget som avvattnar avrinningsområdet har biflödesordning 3, vilket innebär att vattnet flödar genom totalt 3 vattendrag innan det når havet efter 27 kilometer. Avrinningsområdet består mestadels av skog (83 procent). Avrinningsområdet har 0,13 kvadratkilometer vattenytor vilket ger det en sjöprocent på 12,3 procent.